# Major League Baseball
Major League Baseball（メジャーリーグベースボール）は、フジテレビ系列が放送するメジャーリーグベースボールの中継番組である。実際の放送時には『Major League Baseball』のように表記する。
本項目ではフジテレビ系列のMLB中継全般について記述する。

## 概要
フジテレビのMLB中継の歴史は古く、まだ大リーグと呼ばれていた1970年代にはいち早く開始していた。当時は現在のような日本人選手の活躍こそなかったものの、1977年のワールドシリーズでニューヨーク・ヤンキースのレジー・ジャクソンが3打席連続本塁打を決める快挙が日本でもニュースとして報道された。加えて1978年にはビッグレッドマシンで黄金期を築いたシンシナティ・レッズの親善試合での来日が決定していた事で大リーグブームが起こった。同年、フジテレビは日本で初めて大リーグのレギュラー放送を開始した。当初は「アメリカ大リーグアワー」と題して日曜日の午後と月曜日の20時に録画中継で放送していた。また1979年4月21日と同年5月12日には、土曜19時半～20時54分の「正式枠名無し単発枠」（「欽ドン!」中断中の穴埋め番組）内でも放送した。
その後大リーグブームが去ると放送終了となるが、野茂英雄を皮切りに日本人選手が次々と太平洋を渡るとMLB人気が再燃し、1999年には電通からNHK・TBSなどと共同で放映権を獲得。MLB中継を再開した。タイトルは「L!VE MAJOR LEAGUE BASEBALL」。
2000年にBSフジが開局してからは、主にBSで日本人選手が出場予定の試合を中継しており、注目カードは地上波で中継（日本時間土日午前の試合が多い）及びダイジェスト放送される。また、月曜深夜の「TRE-SPORT」内で月1～2回の割合で「ベーブ!MLBダイジェスト」も放送。
地上デジタル放送とBSフジではハイビジョンで放送されているが、中継映像は4:3SD映像のアップコンバート映像（一部、現地製作映像が16:9HD映像の場合も同様の映像での放送となる場合がある）の場合、右サイドバーにL!VE、左サイドバーにMAJOR LEAGUE BASEBALLのロゴが表示されている。
2013年よりタイトルを「enjoy!MLB」に変更。また、2018年に「L!VE MAJOR LEAGUE BASEBALL」に戻し、2022年2月現在のタイトルは『Major League Baseball』としている。

## 解説
- AKI猪瀬（2012年 - ）ニッポン放送・J SPORTS解説者、東京中日スポーツ評論家
- 大慈彌功
- 鷲田康
- 高木豊[2]
- 元木大介（2010年6月7日、2017年7月31日[3]）
- デニー友利（2010年6月21日）
- 野村弘樹（2012年 - 2018年）
- 高津臣吾（2013年）
- 仁志敏久（2013年 - 2018年）
- 大村三郎（2019年）
- 川﨑宗則（2021年3月21日）
- 黒木知宏（2021年3月29日）
- 五十嵐亮太（2021年3月30日、2024年10月[4][5]）
- 鳥谷敬（2024年10月[4][5]）
- 古田敦也（2024年10月[5]）
- 福留孝介（2024年10月26日[5]）
- 谷繁元信（2024年10月[5]）
- 川上憲伸（2024年10月[5]）
- 斎藤隆（2024年10月29日[5]）

尚、かつての当番組のメイン解説者はパンチョ伊東であり、当番組開始から晩年に至るまで長きにわたり当番組の解説を務めた。

## 実況
現在
- 竹下陽平[6]
- 田淵裕章
- 中村光宏[6]
- 谷岡慎一[6]
- 大川立樹[6]

過去
- 吉田伸男
- 奥寺健
- 西岡孝洋
- 福永一茂
- 田中大貴
- 節丸裕一（2021年3月21日[7]）フリーアナウンサー

## アシスタント
- 秋元優里
- 石本沙織
- 遠藤玲子
- 生野陽子
- 本田朋子
- 松村未央